# Фрибур
 Тази статия е за града в Швейцария.  За града в Герамия вижте Фрайбург.  
Фрибу̀р (на френски: Fribourg; на немски: Freiburg или Freiburg im Üechtland, Фрайбург им Юхтланд) е столица на едноименния кантон в Швейцария, както и главен град на район Сарин, един от седемте района на кантона. Население 34 084 по данни от преброяването през 2009 г. В града е разположен Фрибурският университет.

## Известни личности
Родени във Фрибур
- Жо Сифер (1936-1971), автомобилен състезател

Починали във Фрибур
- Юзеф Мария Бохенски (1902-1995), философ